# La Esperanza, Colombia
La Esperanza är en ort i Colombia.   Den ligger i departementet Norte de Santander, i den norra delen av landet, 400 km norr om huvudstaden Bogotá. La Esperanza ligger 81 meter över havet och antalet invånare är 2 718.
Terrängen runt La Esperanza är platt, och sluttar norrut. Runt La Esperanza är det tätbefolkat, med 493 invånare per kvadratkilometer. Närmaste större samhälle är Puerto Santander, 18,1 km norr om La Esperanza. Omgivningarna runt La Esperanza är en mosaik av jordbruksmark och naturlig växtlighet.